# 礎眞一
礎 眞一（いしずえ しんいち）は、日本のパラリンピック柔道の選手。

## 経歴
福岡県出身。1988年、ソウルパラリンピックにて、初出場で男子65kgで金メダルを獲得した。4年後の1992年、決勝でフアン・ダミアン・マトスに敗れ、銀メダルを獲得した。